# Dendrocerus caelebs
Dendrocerus caelebs är en stekelart som beskrevs av Paul Dessart 1999. Dendrocerus caelebs ingår i släktet Dendrocerus och familjen trefåresteklar. Inga underarter finns listade i Catalogue of Life.